# Pliocrocuta
Pliocrocuta — вимерлий рід гієн. Він містить вид Pliocrocuta perrieri, відомий із пліоцену до раннього плейстоцену Євразії та, можливо, Африки. Можливо, це предок Pachycrocuta.